# Бережний Олександр Павлович
Олекса́ндр Па́влович Бережни́й (нар. 19 травня 1956, село Кам'янка, тепер Новопсковського району Луганської області) — український і радянський державний діяч, 1-й секретар Запорізького міського комітету КПУ, 1-й заступник голови Запорізької облдержадміністрації.

## Життєпис
Народився в родині бригадира колгоспу. У вересні 1963 — червні 1973 року — учень Кам'янської середньої школи Новопсковського району Луганської області. У 1970 році вступив до комсомолу.
У вересні 1973 — червні 1978 року — студент металургійного факультету Донецького політехнічного інституту, інженер-металург.
У серпні — жовтні 1978 року — робітник мартенівського цеху Ждановського металургійного завод імені Ілліча Донецької області.
У жовтні 1978 — грудні 1979 року — підручний сталевара, сталевар; у грудні 1979 — січні 1980 року — майстер блоку печей мартенівського цеху; у січні — лютому 1980 року — заступник секретаря комітету ЛКСМУ Запорізького металургійного заводу «Запоріжсталь».
Член КПРС з 1980 по 1991 рік.
У лютому — травні 1980 року — завідувач відділу комсомольських організацій Заводського районного комітету ЛКСМУ міста Запоріжжя. У травні — серпні 1980 року — 2-й секретар, 21 серпня 1980 — 28 грудня 1982 року — 1-й секретар Заводського районного комітету ЛКСМУ міста Запоріжжя.
28 грудня 1982 — 6 січня 1984 року — 1-й секретар Запорізького міського комітету ЛКСМУ.
6 січня 1984 — 10 грудня 1988 року — 1-й секретар Запорізького обласного комітету ЛКСМУ.
У листопаді 1988 — 29 квітня 1991 року — 1-й секретар Заводського районного комітету КПУ міста Запоріжжя.
29 квітня — 30 серпня 1991 року — 1-й секретар Запорізького міського комітету КПУ.
У жовтні 1991 — червні 1993 року — заступник директора Господарської асоціації «Гласність» у місті Запоріжжі.
Член Соціалістичної партії України (СПУ) та секретар Запорізького обласного комітету СПУ з 1992 по 1997 рік.
У червні 1993 — травні 2002 року — генеральний директор Науково-виробничого об'єднання «Гарт» у місті Запоріжжі.
У жовтні 1997 — вересні 2001 року — голова Запорізької обласної організації політичної партії «Громада».
З 1 серпня 2000 року — віце-президент ЗОСПП «Потенціал» з питань розвитку підприємництва.
У 2002 році закінчив Гуманітарний університет «Запорізький інститут державного та муніципального управління» за спеціальністю правознавство, юрист.
У червні 2002 — червні 2006 року — заступник голови Запорізької обласної ради.
У червні 2006 — лютому 2007 року — стажер на посаду 1-го заступника голови Запорізької обласної державної адміністрації.
10 лютого 2007 — 9 квітня 2010 року — 1-й заступник голови Запорізької обласної державної адміністрації.
З вересня 2010 року — директор Дочірнього підприємства «Іноземне приватне підприємство «Універсальна гірничо-металургійна компанія» ВАТ «УГМК»» (місто Мінськ, Білорусь).

## Нагороди та звання
- Заслужений працівник промисловості України (7.10.2009)[1]